# Representación (política)
En sociología y política, la representación es el acto de un mandatario legislador el cual ejerce el mandato de personificar, actuar en lugar de los ciudadanos y  en nombre de los mismos o cuidar y exponer intereses, necesidades y quejas de sus mandantes representados ante un Cuerpo legislativo que trata de reproducir a la sociedad civil, además de cumplir las promesas de su programa político por el cual ha sido elegido por sus electores, todo esto bajo un sistema que garantice estos resultados.
El representado puede controlar que el representante cumpla con su mandato; caso contrario exclusivamente, por medio de mecanismos electorales institucionalizados podrá castigar a su representante mediante una revocatoria del mandato o en las próximas elecciones.
Así, el concepto de representación política describe cómo el poder político es alienado de un gran grupo y conferido a manos de un subconjunto más pequeño de tal grupo por cierto período. La representación usualmente se refiere a la Democracia representativa y al parlamentarismo, donde los mandatarios electos (denominados representantes, parlamentarios o diputados) hablan en nombre de sus electores en la legislatura. En general, solo a los ciudadanos se les concede la representación en la Legislatura en forma de derechos de voto; sin embargo, algunos regímenes representativos han ampliado aún más este derecho.
La representación política consiste en hacer presentes las voces, opiniones y perspectivas de los ciudadanos en el proceso de elaboración de políticas públicas. La representación política ocurre cuando los actores políticos hablan, abogan y actúan en nombre de otros en la arena política. El concepto de representación política posee dimensiones múltiples debido a que puede involucrar concepciones diferentes y conflictivas sobre cómo los representantes políticos deben representar a sus electores.

## Perspectivas de la representación

### Propuestas de Sartori
Giovanni Sartori propone diferenciar tres perspectivas de la representación: una jurídica, otra sociológica y otra política.
En cambio, la representación sociológica se refiere a la idea de identidad: el representante es aquel en el cual se ve reflejado el representado. El representante reúne ciertas características con la que se sienten identificados un determinado grupo o colectivo representado.
La representación política sería una categoría sui generis de representación, en la que se presentan elementos propios de la representación jurídica, y elementos característicos de la representación sociológica.
El representante político resulta elegido por el pueblo, mediante elecciones libres y periódicas, tal y como sostiene la teoría electoral de la representación. Igualmente, la teoría de la representación como responsabilidad hace alusión al control que los representados realizan sobre el representante, de forma periódica, en las elecciones.
Para continuar la caracterización de la representación política, Sartori menciona otras teorías secundarias que hacen hincapié en aspectos como la "sintonía" entre representantes y representados (representación como idem sentire), en el consentimiento del representado con respecto a las decisiones del representante, o en la participación del representado en las decisiones del representante.
En la democracia representativa, la pérdida de confianza se materializa en las siguientes elecciones, cuando los votantes castigan a los políticos que no cumplieron con sus promesas electorales, eligiendo a otro candidato o partido político para que ocupe su lugar.

### Propuesta de Pitkin
Hanna Fenichel Pitkin estableció cuatro perspectivas de la representación:
1. Representación formal, incluye:

- Autorización (los medios por los cuales un representante obtiene su cargo).
- Responsabilidad (la habilidad de los electores de castigar a sus representantes si no actúan de acuerdo a sus deseos).

1. Representación simbólica
2. Representación descriptiva
3. Representación sustantiva

## Representación por población
En este caso, los representantes son elegidos por un bloque equivalente de votantes en términos numéricos. Así, la representación proporcional es un sistema electoral en el que el porcentaje de votos que reciben los partidos políticos determina el número de escaños que les son asignados en las asambleas legislativas o Parlamento. Este sistema de representación se distingue del sistema de representación directa porque casi todos los partidos políticos son representados en el cuerpo legislativo, sin importar que no obtengan mayoría relativa en ningún distrito electoral.
Se trata de un sistema de falsa-representación en el cual, bajo el pretexto de representar la diversidad ideológica de una población, se establece un sistema de listas de partido que los electores deben ratificar, para el reparto proporcionado de los escaños entre partidos. La redacción de una lista (abierta o cerrada) por el jefe o aparato de control del partido político le garantiza la obediencia de los elegidos, ya que su permanencia en el escaño no queda en manos de los electores sino de las personas que redactan la lista.
Este sistema no siempre es práctico por motivos históricos y políticos o incluso puramente por problemas logísticos, como por ejemplo, en regiones donde viajar era difícil y las distancias son grandes. En Estados Unidos y otras democracias, es usual que la cámara baja de un sistema bicameral sea elegida por este sistema, mientras que la cámara alta es elegida por la representación por área.

## Biografía
- Ulbig, Stacy G. (2005) "Political Realities and Political Trust: Descriptive Representation in Municipal Government". Southwestern Political Science Association Meeting. Disponible en línea.
- Desglose por estado del gasto federal en carreteras
- Posadas, P. (2000) Participación ciudadana, sociedad y educación. Tesis UPV-EHU. [Descargar en: http://edtb.euskomedia.org/1526/; Visualizar en: http://www.calameo.com/read/0007325538e9228d0128d]